# Nikolsdorf (Tyrol)
Nikolsdorf – gmina w Austrii, w kraju związkowym Tyrol, w powiecie Lienz. Liczy 862 mieszkańców (1 stycznia 2015).